# Helcogramma gymnauchen
Helcogramma gymnauchen (Weber, 1909) è un pesce d'acqua salata appartenente alla famiglia Tripterygiidae.

## Distribuzione e habitat
Questa specie è diffusa nel Pacifico occidentale, dall'Indonesia a Papua Nuova Guinea all'Australia. Abita acque poco profonde (da 1 a 8 metri) della barriera corallina e delle scogliere ricoperte dalle alghe.

## Descrizione
Il corpo è allungato, con testa larga e grande bocca dentata. Gli occhi sono grandi e sporgenti. Presenta 3 pinne dorsali. Le altre pinne sono piccole. La livrea è piuttosto vivace: il corpo è biancastro traslucido, puntinato finemente di bruno e chiazzato sulla testa di rosso vivo (compresi gli occhi) e con una linea orizzontale sui fianchi rossa e bianca. I raggi delle pinne dorsali sono rossi e giallastri, mentre la pinna caudale presenta radice giallo vivo e raggi rosso arancio.

È facilmente confondibile con Helcogramma hudsoni.

Raggiunge una lunghezza di 4 cm.

## Alimentazione
Helcogramma gymnauchen si nutre di alghe ed invertebrati.